# Mumble
A Mumble egy IP-telefon (VoIP) program csoportok számára, mellyel az azonos szerverre kapcsolódó felhasználók beszélhetnek egymással. Elsődleges felhasználói a játékosok, hasonlít a TeamSpeak és a Ventrilo szoftverekhez.
A Mumble egyszerű felhasználói felülettel rendelkezik, kiváló hangminőséget biztosít és minden kommunikációt titkosít.
A Mumble ingyenes, nyílt forráskódú platformfüggetlen szoftver, melynek forráskódját a BSD licenc alatt teszik elérhetővé.